# SC Éghezée
Sporting Club Éghezée was een Belgische voetbalclub uit Éghezée. De club was aangesloten bij de KBVB met stamnummer 4503 en had rood en blauw als kleuren. De club speelde in haar geschiedenis bijna een decennium in de nationale reeksen.

## Geschiedenis
Sporting Club Éghezée werd opgericht op 21 augustus 1946. Bij de toetreding tot de KBVB kreeg de club het stamnummer 4503. 
In 1974 kon de club een eerste maal promoveren naar Vierde klasse. Datzelfde seizoen degradeerde de club meteen doordat het de laatste eindigde in de degradatie-eindronde.
De volgende promotie volgde in 1983. Ditmaal kon de club langer handhaven in Vierde Klasse. Meestal eindigde men net boven degradatie of in de middenmoot. In 1991 eindigde de club voorlaatste wat degradatie betekende.
Uiteindelijk zou de club datzelfde jaar fuseren met het naburige AS Hemptinne. Deze club speelde wel nog op nationaal niveau en had hoge sportieve ambities. Aangezien SC Éghezée beschikte over moderne faciliteiten (waar AS Hamptinne nood aan had) gingen beide clubs samen verder als AC Hemptinne-Eghezée onder het stamnummer 4286 van AS Hamptinne. Het stamnummer van SC Éghezée werd geschrapt.

## Resultaten
| 1973/74                      |  |  |  |  |    | 1 |  |  |  | Eerste Prov. Nam. | ?  |                                                                                  |
| 1974/75                      |  |  |  |  | 13 |   |  |  |  | Vierde Klasse C   | 21 | Laatste in degradatie-eindronde met Excelsior Mouscron, Aubel FC en RSC Athusien |
| Provinciaal voetbal tot 1983 |  |  |  |  |    |   |  |  |  |                   |    |                                                                                  |
| 1982/83                      |  |  |  |  |    | 1 |  |  |  | Eerste Prov. Nam. | ?  |                                                                                  |
| 1983/84                      |  |  |  |  | 13 |   |  |  |  | Vierde Klasse D   | 22 |                                                                                  |
| 1984/85                      |  |  |  |  | 6  |   |  |  |  | Vierde Klasse D   | 37 |                                                                                  |
| 1985/86                      |  |  |  |  | 7  |   |  |  |  | Vierde Klasse C   | 31 |                                                                                  |
| 1986/87                      |  |  |  |  | 13 |   |  |  |  | Vierde Klasse D   | 28 |                                                                                  |
| 1987/88                      |  |  |  |  | 4  |   |  |  |  | Vierde Klasse D   | 31 |                                                                                  |
| 1988/89                      |  |  |  |  | 11 |   |  |  |  | Vierde Klasse D   | 28 |                                                                                  |
| 1989/90                      |  |  |  |  | 7  |   |  |  |  | Vierde Klasse D   | 30 |                                                                                  |
| 1990/91                      |  |  |  |  | 15 |   |  |  |  | Vierde Klasse C   | 19 |                                                                                  |